# India Chattisgarh International
Die India Chattisgarh International (auch India Chattisgarh International Challenge oder India International Challenge) sind offene internationale Badmintonmeisterschaften von Indien. Die Titelkämpfe wurden erstmals im September 2022 in Raipur ausgetragen. Austragungsort für die ersten drei Veranstaltungen war die  iSportz Badminton Arena in der Dubey Colony. Ausrichter war die Badminton Association of India. Badminton World Federation und Badminton Asia Confederation vergaben Ranglistenpunkte für ihre Turnierserien.

## Sieger
| Saison | Herreneinzel              | Dameneinzel                    | Herrendoppel                                       | Damendoppel                              | Mixed                                    |
| ------ | ------------------------- | ------------------------------ | -------------------------------------------------- | ---------------------------------------- | ---------------------------------------- |
| 2022   | Priyanshu Rajawat         | Tasnim Mir                     | Ishaan Bhatnagar K. Sai Pratheek                   | Chisato Hoshi Miyu Takahashi             | Rohan Kapoor Siki Reddy                  |
| 2023   | Sathish Kumar Karunakaran | Unnati Hooda                   | Chaloempon Charoenkitamorn Thanawin Madee          | Tidapron Kleebyeesun Nattamon Laisuan    | Sathish Kumar Karunakaran Aadya Variyath |
| 2024   | Mithun Manjunath          | Rakshitha Sree Santhosh Ramraj | Hariharan Amsakarunan Ruban Kumar Rethinasabapathi | Arathi Sara Sunil Varshini Viswanath Sri | Rohan Kapoor Ruthvika Shivani            |